# Alt-Marzahn 26
Das Wohnhaus Alt-Marzahn 26 ist ein Einfamilienhaus und ein Baudenkmal in Alt-Marzahn im Ortsteil Berlin-Marzahn des Berliner Bezirks Marzahn-Hellersdorf. Das Wohnhaus entstand in den 1820er Jahren unter der damaligen Adresse Dorfstraße 30 und diente stets als Familienwohnsitz.

## Nutzungsgeschichte
Bauherr war mit Sicherheit einer der ab 1790 im Dorf Marzahn angesiedelten Pfälzer Zuwanderer. Nach den im Internet verfügbaren Berliner Adressbüchern – erst ab den 1920er Jahren – mit den Vororten von Alt-Berlin gab es folgende Eigentümer: 1938 den Rentner Gustav Jacob, 1940 die Geschw(ister) Jacob
In Adress- und Telefonbüchern nach dem Ende des Zweiten Weltkriegs wird an dieser Adresse kein Eigentümer geführt. Auch in allen folgenden Jahren, bis 1991, taucht diese Adresse in den Adress-Nachschlagewerken von Ost-Berlin nicht mehr auf.

## Architektur

### Wohnhaus
Das eingeschossige Einfamilienhaus mit Satteldach wurde vermutlich im Jahr 1825 auf einem Feldsteinsockel gebaut, die Konstruktion und Ausstattung stammen aus dieser Zeit und sind weitgehend erhalten geblieben. In den 1920er Jahren gab es Nutzungsänderungen an den vier Türen und Fenstern. Wahrscheinlich wurde in der Nachkriegszeit der westliche Wohnraum auf der Straßenseite ursprünglich über zwei Fensterachsen geteilt. Auf der östlichen Hofseite ist der ehemalige Hochkeller in den 1980er Jahren verschüttet worden und ein Stockwerk darüber wurde im Zimmer der Boden abgesenkt. Erhalten geblieben ist der aus Lehmziegeln gemauerte Kellerhals zum hofseitigen Flur als Kammer. Die ca. 55 Zentimeter starken Außenwände des Wohnhauses bestehen aus Stampflehm, wurden um 1990 neu verputzt. Die ca. 28 Zentimeter dicken Innenwände aus Lehmziegeln sind in Kalk- beziehungsweise Lehmmörtel vermauert und sind mit Lehmputz und mit einem dünnen Kalkputz versehen worden. Die Tür- und Fensteröffnungen sind aus massiven Blockzargen. Die beiden Hauseingangstüren mit Kämpfern sind mit Oberlichtern und Beschlägen herausnehmbar und komplett erhalten. Die Längsachse des Hauses ist etwa 15 Meter lang, die Breite beträgt ungefähr 11 Meter.
Die Hoftür ist eine einflügelige, aufgedoppelte Lamellentür. An der Straßenseite befindet sich die zweiflügelige Rahmenfüllungstür mit fächerförmigen Rosetten. Die drei straßenseitigen Kreuzstockfenster mit Kämpfern im oberen Drittel bestehen aus Laubholz und sind mit Bekleidungen, Fensterläden und Beschlägen vollständig erhalten geblieben. Die drei Fenster zur Hofseite sind bauzeitliche Kreuzstockfenster und haben keine Fensterläden. Auf Blockstufen gelagert führt eine eingestemmte Wangentreppe vom Hofflur in das Dachgeschoss.

### Scheune
Die Scheune besteht außen aus roten Backsteinen, innen sind bunt gebrannte Steine vermauert worden, die ursprünglich verputzt worden waren. Ende der 1990er Jahre ließen die Besitzer die Reste der 1,20 Meter über dem Bodenniveau angeordneten Kappendecke des Hochkellers an der Ostseite abbrechen. In der Westhälfte der Scheune sind Reste der Holzkonstruktion, wie der Unterzug mit profiliertem Kopf und der Stiel mit Kopfbändern, erhalten geblieben. In einer Höhe von 4,50 Metern waren die Balkenlöcher im Mauerwerk genau beidseitig mittig angeordnet bei der Durchfahrt. Die Decken wurden eingezogen.